# Pseudomegasis gabalitella
Pseudomegasis gabalitella är en fjärilsart som beskrevs av Pierre Chrétien 1931. Pseudomegasis gabalitella ingår i släktet Pseudomegasis och familjen mott. Inga underarter finns listade i Catalogue of Life.